# 부르앙라보
부르앙라보(프랑스어: Bourg-en-Lavaux)는 스위스 보주의 라보-오롱구에 위치한 자치체이다.
퀴이(Cully), 에페스(Epesses), 그랑보(Grandvaux), 리에(Riex) 및 빌레트(Villette, 라보)의 지자체는 2011년 7월 1일 부르앙라보의 새로운 지자체로 병합되었다.

## 역사
퀴이에 대한 최초의 서면 언급은 967년 Cusliacum이라는 이름으로 등장했다. 에페스는 1453년 Espesses로 처음 언급되었다. 그랑보는 1250년에 de Gravaz로 처음 언급되었다. 1445년에 그것은 Grandvulx로 언급되었다. 리에는 1184년에 Ruez로 처음 언급되었다.

### 퀴이
퀴이(Cully)에서 인간 활동의 가장 초기 흔적은 제네바 호수가 현대의 모라텔 항구 근처에 있었던 신석기 시대부터 시작된다. 로마 제국 시대에는 로잔에서 그랑 생베르나르 고개까지의 경로가 이 지역을 통과했다. 이때부터 일부 벽과 동전이 보존되어 발견되었다.
장소에 대한 최초의 서면 언급은 967년 Cusliacum이라는 이름으로 등장했다. 이후 Cusliaco (12세기), Custiacum (1154년), Cullie (1226년), 퀴이 (1275년) 및 Culyer (1383년)라는 이름이 나타났다. 이름의 유래는 명확하게 규명되지 못했다. 아마도 로마 가문 이름 Coclius에서 파생된 것으로 추정하고 있다.
퀴이와 관련된 첫 번째 문서는 브장송의 왕에게 주어진 것으로 등장했다. 그러나 퀴이는 동시에 로잔 주교에게 속한 빌레 교구(Villett) 아래에 있었기 때문에 1246년에 로잔의 주교에게 반환되는 끊임없는 논쟁이 있었다. 14세기에 주민들은 매주 시장을 열고 마을을 요새화할 수 있는 권리를 얻었다.
1536년 베른이 보주를 정복하면서 퀴이는 로잔 영지의 관리를 받게 되었다. 앙시앵 레짐의 붕괴 후, 마을은 1798년부터 1803년까지 헬베티아 공화국 동안 레만주에 속했다. 1798년 퀴이 라보는 구의 중심부에 있었기 때문에 구의 수도가 되었다. 1824년이 되어서야 퀴이는 독립적인 정치 공동체의 지위를 얻었다. 독립 시정촌 퀴이(Cully), 에페스(Epesses), 리에(Riex), 그랑보(Grandvaux) 및 빌레트(Villette, 라보)를 병합하는 프로젝트는 2005년 2월 27일 그랑보 주민들의 저항으로 인해 투표에 실패했지만, 2011년 7월 1일에 마침내 성공적으로 마무리되었다.

### 에페스
에페스(Epesses)에서 발견된 로마 시대 도로의 흔적과 동전 발견은 초기 정착이 있었음을 나타낸다. 에페스라는 이름은 아마도 가문비나무와 관련하여 라틴어 spissa(밀도가 높은, 두꺼운 것을 의미)에서 유래한 것 같다.
1536년 베른이 보주를 정복하면서 이 마을은 로잔 영지가 관리하게 되었다. 앙시앵 레짐이 붕괴된 후 1798년에서 1803년 사이에는 헬베티아 공화국 동안 레만주의 일부였으며, 이후에는 보주의 아래로 떨어졌다. 1798년에 에페스는 라보구에 할당되었다.
1824년이 되어서야 커뮤니티가 빌레트에서 분리되어 에페스가 독립적인 정치 자치체의 지위를 획득했다. 독립적인 지자체인 퀴이, 에페스, 리에, 그랑보 및 빌레트를 병합하는 프로젝트는 2005년 2월 27일 그랑보 사람들의 저항으로 인해 투표에 실패했지만, 2011년 7월 1일에 마침내 완료되었다. 그 이후 퀴이는 부르앙라보 커뮤니티의 일부가 되었다.

## 지리
부르앙라보의 면적은 2009년 기준으로 9.65k㎡이다. 이 면적 중 6.76k㎡ (58.1%)가 농업 목적으로 사용되는 반면 2.19k㎡ (18.8%)는 삼림으로 사용된다. 나머지 토지 중 2.4k㎡ (20.6%)가 정착(건물 또는 도로), 0.06k㎡ (0.5%)가 강 또는 호수이고 0.01k㎡ (0.1%)는 비생산적인 토지이다.

## 인구통계
역사적 인구는 다음 차트에 나와 있다.

## 교통
지자체에는 심플론선과 로잔-베른선의 4개 기차역이 있다.
- 빌레트 VD역
- 퀴이역
- 에페스역
- 그랑보역 (로잔-베른선)

## 국가중요문화재

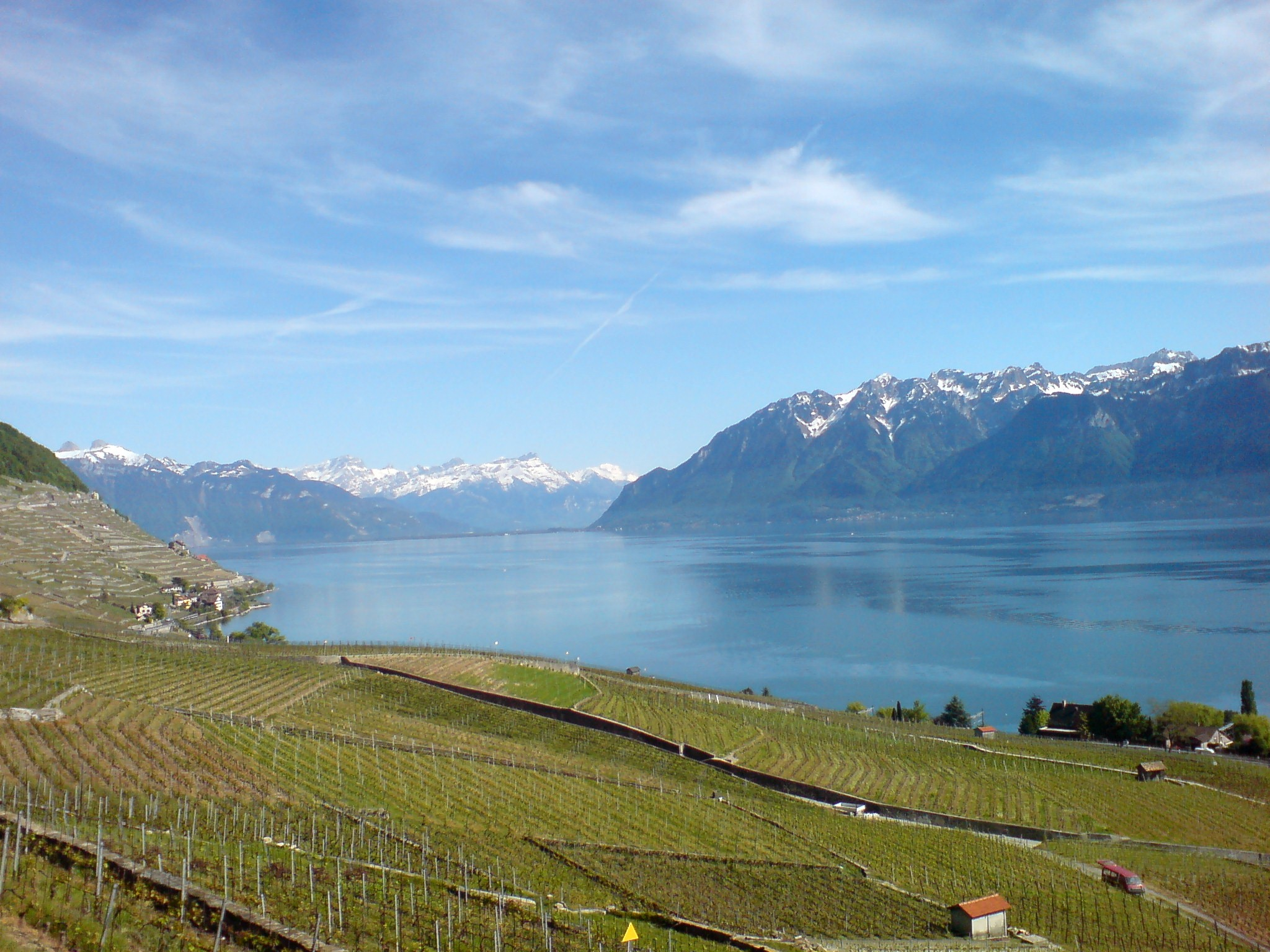
리에 근교의 라보 포도원

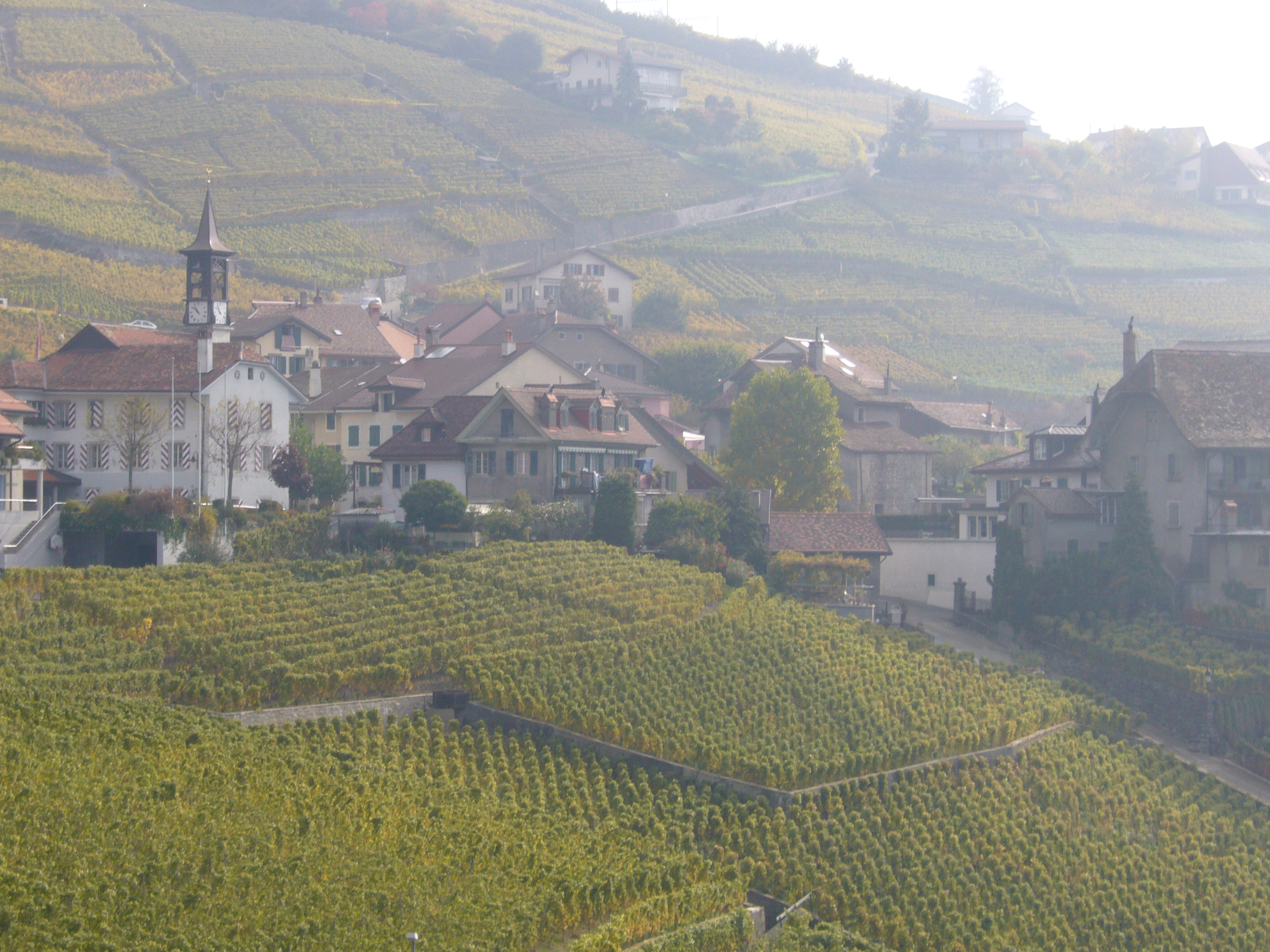
아란 마을

메종 마이야르도(Maison Maillardo)와 유네스코 세계 문화 유산의 일부인 라보 포도원 테라스는 국가적으로 중요한 스위스 문화 유산으로 등재되어 있다. 그랑보, 리에 및 아란(Aran)의 전체 마을은 스위스 유산 목록의 일부이다.
메종 마이야르도는 16세기 후기 고딕 양식의 창문으로 유명하다.